# Ethofumesat
Ethofumesat ist eine chemische Verbindung aus der Gruppe der Benzofurane, die 1974 von Schering als selektives systemisches Herbizid eingeführt wurde.

## Gewinnung und Darstellung
Ethofumesat kann ausgehend von 1,4-Benzochinon und Isobutanal gewonnen werden. Diese reagieren unter Anwesenheit einer Base zu einem Benzofuran, welches weiter mit Ethanol und Methansulfonylchlorid zu Ethofumesat reagiert.

## Verwendung
Ethofumesat wirkt über die Hemmung der Lipidsynthese. Es wird als Bodenherbizid über die Wurzeln aufgenommen.
Ethofumesat wird überwiegend im Vor- und Nachauflauf zur Bekämpfung von Ungräsern und breitblättrigen Unkräutern im Zucker- und Futterrübenanbau benutzt. Eine ausreichende Bodenfeuchtigkeit verstärkt die Dauerwirkung.

## Abbau
Ethofumesat ist weder bienen- noch fischgiftig. Es wird im Boden recht langsam mit einer Halbwertszeit von zwischen zwölf Wochen und mehr als einem Jahr abgebaut.

## Zulassungsstatus
Ethofumesat ist in der Europäischen Union als Pflanzenschutzmittelwirkstoff zugelassen.